# Notonemoura winstanleyi
Notonemoura winstanleyi är en bäcksländeart som beskrevs av Mclellan 1991. Notonemoura winstanleyi ingår i släktet Notonemoura och familjen Notonemouridae. Inga underarter finns listade i Catalogue of Life.